# Stade de Omdurman
Stade de Omdurman – wielofunkcyjny stadion znajdujący się w mieście Omdurman, w Sudanie. Na tym stadionie swoje mecze rozgrywa drużyna piłkarska Al-Mourada Omdurman. Obiekt może pomieścić 14 000 osób.